# Rasbora elegans
Rasbora elegans е вид лъчеперка от семейство Шаранови (Cyprinidae). Видът не е застрашен от изчезване.

## Разпространение
Разпространен е в Индонезия (Калимантан и Суматра), Малайзия (Саравак) и Сингапур.

## Описание
На дължина достигат до 20 cm.